# 작위
작위(爵位)는 왕족이나 공적이 뛰어난 귀족에게 수여하던 명예의 칭호 또는 그 계급을 가리킨다. 고대 동양에서 작위는 관작(서양의 관직)과 위계(서양의 작위)를 함께 이르는 말이었다. 또한 작위를 봉해주는 일을 봉작이라 하였다. 작위는 장남에게만 계승되었고, 공후작의 차남까지는 이름 앞에 Lord를, 백/자/남작의 차남부터는 이름 앞에 Honorable라는 말을 붙였다.

## 동양의 작위

### 중국

#### 진나라 이전의 작위
유교 경전이 주장하는 하나라는 공(公), 후(侯), 백(伯), 자(子), 남(男)의 5등작이 있었고, 은나라는 공, 후, 백의 3등작이 되었다가 주나라 때는 다시 5등작이 되었다고 한다.

#### 진, 한나라의 작위
진나라에서는 상앙의 제１차 변법에 의해 군공 포상제와 작위제가 설치되어 20등작제로서 군공에 의해 작위를 주었다. 그 작위에 의해, 토지의 보유량이나 노비수 등 생활수준이 정해져 있었다.
전한에는 진나라의 군공작제를 고치고 군공에 한정하지 않고 신분에 따르고 작위를 주었다. 더욱 20등작 외에 왕작을 마련했지만, 이것은 황족에게 한정되게 되었다. 또, 작위를 가지는 사람은 토지의 보유가 허가되었다.
20등작은 제20급 철후(徹侯, 후에 무제의 피휘로 인해 통후(通侯), 열후(列侯)로 불렸다)를 필두로 제19급 관내후(關内侯), 제18급 대서장(大庶長), 제17급 사차서장(駟車庶長), 제16급 대상조(大上造)와 계속 이하 소상조(少上造), 우경(右更), 중경, 좌경, 우서장(右庶長), 좌서장, 오대부(五大夫)로 계속되고, 여기까지를 관직과 작위라 하여 12등으로 나누어져서 12등작이라고도 하여, 관리에게 줄 수 있었다. 한편 제8급 공승(公乗) 밑에 공대부(公大夫), 관대부(官大夫), 대부, 불경(不更), 잠뇨(簪裊), 상조(上造), 공사(公士)까지를 민작(民爵)이라고 하여 백성에게 줄 수 있었다.
무제의 대에는 군사비 조달을 위해서 매작을 하여 작위의 가치가 낮아졌기 때문에, 군공에 의한 작위로서 설정되었다. 이것은 제11급 군위(軍衛)를 필두로 제10급 정려서장(政戻庶長), 제9급 집융(執戎), 제8급 낙경(樂卿)과 그 밑으로 천부(千夫), 병탁(秉鐸), 관수(官首), 원융사(元戎士), 양사(良士), 한여위(閒輿衛), 조사(造士)라고 하였다.
후한대에 되어 작위의 가치는 하락하여 열후, 관내후만이 작으로 여겨져 현후(縣侯), 향후(鄕侯), 정후(亭侯) 등 세분되었다.

#### 위진남북조의 작위
위나라에 이르면 진, 한이래의 12등작을 폐지하고, 유교 경전의 오등작 "공, 후, 백, 자, 남"을 부활시켰다. 문제의 황초(黄初)년간에 왕, 공, 후, 백, 자. 남, 현후, 향후(최초에는 향후 아래에 정후가 있었지만 뒤에 없어진다.), 관내후의 9등의 작제가 정해졌다.
진의 무제의 함녕 3년(275년)에 왕, 공, 후, 백, 자, 남, 개국군공, 개국현공, 개국군후, 개국현후, 개국후, 개국백, 개국자, 개국남, 향후, 정후, 관내후의 작제가 정해졌다.
남조의 양나라에서는, 대체로 위진대에 모방한 작제를 정하고 있었다. 진에서는 군왕, 사왕(嗣王), 번왕, 개국군공, 개국현공, 후, 백, 자, 남, 목식후, 향정후, 관중관외후의 12등이 있었다.
북위의 도무제의 황시원년(396년)에 오등작이 정해졌지만, 천사 원년(404년)에 5등으로부터 왕, 공, 후, 자 4등으로 줄여졌다. 그 후, 다시 백, 남의 2등이 더해졌다. 황자와 공신에게는 왕으로 봉해졌다. 경명원년(500년)에는 왕, 개국군공, 산공, 후, 산후, 백, 산백, 자, 산자, 남, 산남의 11등의 작제가 정해졌다.
북제에서는 왕, 공, 후, 백, 자, 남 6등으로 나누었다.
북주의 작위에는 모두 「개국」이 더해지고 있다. 작위는 왕, 군왕, 현왕, 국공, 군공, 현공, 현후, 현백, 현자, 현남, 향남의 11등이 정해졌다.

#### 수나라 이후의 작위
수 문제의 개황연간에 국왕, 군왕, 국공, 군공, 현공, 후, 백, 자, 남의 9등작이 설치되었다.
중국의 작위는 수나라 이후 기본적으로는 "왕, 공, 후, 백, 자, 남"을 기본으로 하여 당나라, 송나라대에 완성했다. 그 후 금나라, 원나라를 거치고, 서서히 간소화하여 명나라대에는 은나라나 주나라의 무렵과 같이 5등, 3등작이었다. 청나라도 기본적으로 5등작을 기본으로 하고 있었지만, 등급을 마련하고 있었다.
| 관품 | 고려 ¹                                 | 북위                           | 북제             | 수²                                        | 당, 요³          | 송4              | 금         | 원     |
| --- | -------------------------------------- | ------------------------------ | ---------------- | ------------------------------------------ | ---------------- | ---------------- | ---------- | ------ |
| 정1품 |                                        | 개국군공(開國郡公)             |                  | 왕(王)                                     | 왕(王)           | 왕(王)           | 왕(王)     | 왕(王) |
| 종1품 |                                        | 개국현공, 산공(開國縣公, 散公) | 개국군공         | 군왕(郡王), 국공(國公), 개국군공, 개국현공 | 사왕, 군왕, 국공 | 사왕, 군왕, 국공 | 군왕       |        |
| 정2품 | 국공                                   | 개국현후                       | 산군공, 개국현공 | 개국후                                     | 개국군공         | 군공, 개국군공   | 군공       | 국공   |
| 종2품 | 군공                                   | 산후                           | 산현공, 개국현후 |                                            | 개국현공         | 개국현공         | 군공       | 군공   |
| 정3품 |                                        | 개국현백                       | 산현후, 개국현백 | 개국백                                     |                  |                  | 군후       | 군후   |
| 종3품 |                                        | 산백                           | 산현백           |                                            | 개국현후         | 개국후           | 군후       | 군후   |
| 정4품 |                                        | 개국현자                       | 개국현자         | 개국자                                     | 개국현백         | 개국백           | 군백, 현백 | 군백   |
| 종4품 |                                        | 산자                           | 산현자           |                                            |                  |                  | 군백, 현백 | 군백   |
| 정5품 | 현후(縣侯), 현백(縣伯), 개국자(開國子) | 개국현남                       | 개국현남         | 개국남                                     | 개국현자         | 개국자           | 현자       | 현자   |
| 종5품 | 현남(縣男)                             | 산남                           | 개국향남·산현남  |                                            | 개국현남         | 개국남           | 현남       | 현남   |
| Notes： 1) 충렬왕 이후 원의 간섭으로 폐지되었다가, 공민왕때 부활된다. 2) 양제의 시대에는 왕, 공, 후는 보류되었다. 3) 요나라는 당의 제도를 그대로 이용했다. 4) 그 후, 사왕, 군공, 개국공은 보류되었다. |                                        |                                |                  |                                            |                  |                  |            |        |

### 한국

#### 고려
고려 초기에는 원군(院君), 대군(大君), 군(君), 궁군(宮君), 낭군(郎君), 태자(太子), 후(侯) 등이 종실에게 봉해졌다. 그 구분에는 일정함이 없고 다만 어머니의 궁호, 원호를 빌린 것이 많다. 종친과 공신을 왕(王)으로 봉하는 왕작(王爵)은 몇몇 종친과 신라 왕실의 후예 등을 대왕(大王)과 국왕(國王) 또는 군왕(君王)에 봉한 예가 일부 확인될 뿐, 제도화 되지는 못했는데, 직접적 왕작의 수여는 드물었으나 오등작 제도를 통해 종친을 공/후/백에 봉작했으며 이들을 총칭 제왕(諸王) 또는 친왕(親王)이라 하고 제왕부(諸王府)를 설치하여 왕작을 한 것과 같은 효과를 냈다. 봉작제는 고려 문종 시대에 완비되어 국공(國公)은 식읍 3,000호에 정2품으로, 군공(郡公)은 2,000호에 종2품으로, 현후(縣侯)는 식읍 1,000호, 현백(縣伯)은 700호, 개국자(開國子)는 500호에 모두 정5품으로, 현남(縣男)은 300호에 종5품으로 하였으며 식읍의 호수는 중국과 비슷했다. 1298년 충렬왕 24년에 제도를 고쳐 대군(大君)·원군(院君)은 정1품, 제군(諸君)은 종1품, 원윤(元尹)은 정2품, 정윤(正尹)은 종2품으로 정하였다. 1356년(공민왕 5)에 오등봉작제를 부활해 관품을 모두 정1품으로 하였다. 1362년에 봉군제로, 1369년에 다시 봉작제로, 1372년에 또다시 봉군제로 고쳤다.

#### 조선
1398년 (조선 태조 7년)에 친왕자(親王子)를 공(公)으로 삼고, 여러 종친을 후(侯)로 삼고, 정1품(正一品)을 백(伯)으로 삼았다. 1401년에 조선 태종은 중국을 참람되게 모방할 수 없다하여 공(公)을 부원대군(府院大君)으로, 후(侯)를 군(君)으로, 백(伯)을 부원군(府院君)으로 고치었다.

#### 대한제국
1906년 대한제국 고종은 심순택을 나라에 큰 공이 있다 하여 특별히 청녕공(靑寧公)에 봉하였다.

### 일본

##### 메이지 유신 이후의 일본의 작위
일본은 1867년 메이지 유신을 통해서 도쿠가와 막부를 마지막으로 쇼군의 막부지배를 특징으로 하는 봉건제를 청산하고 천황의 직접지배를 열었다. 일본의 작위는 메이지 유신과 함께 시작되었다. 일본의 귀족제도는 소위 화족(華族)이라는 명칭으로서 불렸다. 1869년 6월 17일 '공경제후(公卿諸侯)'의 호칭을 폐지하고 화족으로 개칭하는 <행정관달(行政官達)> 제543호에 의거하여 설치되었다. 중국의 고대, 하왕조와 주왕조의 선례를 참고하여 공-후-백-자-남 다섯 등급을 두었으며, 황족은 친왕(또는 내친왕(천황의 직계 여아)-왕(또는 여왕)이라는 기존의 작위를 병존시켰다(자세한 내용은 화족을 참조). 화족 설치령이 수립되고 이후 화족을 선정하기 위한 내규기준을 마련하여 1885년 7월 7일 최종적으로 화족령이 공포되고 509家의 화족이 서작되었으며, 1947년 신 일본헌법이 공포됨에 따라 화족령이 폐지될 때까지 최종적으로 1,011家의 화족이 존재하였다.

##### 한일합병 이후 식민지 조선의 작위
한편, 1910년 8월 29일 일본에 합병이 된 조선에서는 일본의 화족제도를 준용하여 <조선귀족령>이 천황의 재가 하에 당일 선포되었으며, 이에 따라 일본 화족에 존재하는 공작을 제외한 후작-백작-자작-남작의 조선귀족이 탄생했다. 조선귀족은 총 76인이 서작되었으며, 문지(門地), 훈공, 관직 이력, 품계 등이 종합적으로 고려되었다. 이 중 후작은 6명(1920년 백작 이완용(李完用)이 후작으로 승작), 백작 3명(1920년 자작 고영희의 습작자 고희경이 백작으로 승작), 자작 22명, 남작 45명이며, 1924년에 이완용의 차남 이항구가 새로이 남작의 작위에 봉작되었다. 따라서 일제 식민지 시기 일본정부로부터 작위를 수작한 조선귀족은 총 77명이었다. 수작자 이외에 이들의 작위를 세습한 습작자는 남작 윤웅렬의 작위를 습작한 윤치호를 포함해서 총 81인이 있다. 76인의 서작자 중 유길준, 김석진, 한규설, 조정구, 홍순형, 윤용구, 민영달, 조경호는 작위를 거절하거나 반납하였기 때문에 최종적으로 일본정부로부터 작위를 서작한 사람은 68명이다. 이외에 기존 대한제국 황족 중에서 고종의 형인 흥친왕 이재면, 고종의 황자인 의친왕 이강에게 공위를 봉작함으로써 공족을 성립시켰다. 조선귀족은 형식적으로는 일본화족 폐지와 동시에 폐지되었으며, 실질적으로는 1945년 8월 15일 광복과 함께 그 효력을 상실하였다.

## 서양의 작위

### 영국

#### 작위의 개념
영국에서 작위는 피어리지(Peerage)라고 부르며, 이것은 귀족에게 직함을 내리는 체계이며, 영국 상훈 제도의 일부다. 이 용어는 집합적으로 직함을 받은 사람 전체를 일컫거나 개별적으로 특정한 직함을 받은 개인을 일컫는 말에 모두 사용한다.
영국의작위에 따른 명예를 포함한 모든 상훈은 명예의 원천으로 여기는 군주로부터 나온다. 군주는 “모든 작위의 원천과 근원은 그 자신으로부터 나온 작위를 봉작할 수 없다(the fountain and source of all dignities cannot hold a dignity from himself).”(벅허스트 작위 판례에 관한 왕가의 의견)와 같이 작위에 속하지 않는다. 개인이 군주도 귀족도 아닌 경우 그 또는 그녀는 평민이다. 그들 자신이 귀족이 아닌 귀족의 가족(왕족을 포함하여)은 또한 평민이다. 영국 작위 제도는 한 사람보다 오히려 모든 가족을 귀족이 되게 하는 유럽 대륙의 제도와 본질적으로 이런 면에서 다르다.
또한 영국에서는 백작을 “earl”(얼)이라 하는데, 고대 영어 또는 앵글로색슨어 “eorl”에서 온 말로 “군대 지휘자”를 뜻한다. 이것은 고대 노르드어 “jarl”(야알)에서 영향을 받았다. 야알은 데인법이 시행되는 지역에서 자유민으로 태어난 전사 또는 귀족을 뜻한다. 고대 영어와 고대 노르드어에는 그에 해당하는 여성형이 없었고 대신에 백작 부인(“Countess”)이라는 말이 쓰였는데, 대륙에서 쓰이던 count이 그와 뜻이 비슷한 말이었기 때문이다.

#### 등급과 명칭
다양한 직함은 (작위) (직함의 이름) 또는 (직함의 이름)의 (작위)의 형태를 지닌다. “직함의 이름”은 지명 또는 성일 수 있다. 정확한 쓰임은 작위의 등급과 다른 어떤 일반적 고려 사항에 달려 있다. 공작은 항상 “-의” 형태로 쓴다. 후작과 백작은 그의 직함을 지명에 의거하여 보통은 “-의” 형태로 쓰고, 성에 의거하여서는 보통은 잘 쓰지 않는다. 자작과 남작, 팔리아먼트 경(스코틀랜드 귀족, 자작과 동급)은 “-의”의 꼴을 쓰지 않는다. 그러나 여기에도 몇 가지 예외가 있다. 예를 들면 직함 바이스코미털(vicecomital)은 이론적으로는 “-의”의 꼴을 포함해야 하지만, 실제로는 보통은 빼고 쓴다(이 때문에 “포클랜드의 자작”(Viscount of Falkland)은 일반적으로 “자작 포클랜드”(Viscount Falkland)라고 알려져 있다). “-의”의 꼴은 질문에 나타난 장소가 영국 영토 바깥에 존재하면 정상적으로 쓰이지 않는 까닭에 “-의”의 꼴의 사용은 그러한 장소가 영국의 통치권이 미치는 범위를 넘어선 곳임을 함축한다. 예를 들면 도로 후작(Marquess Douro)은 포르투갈에 있는 도루강에서 유래하였고, 이것은 영국 국왕의 통치권이나 종주권이 미치지 않는다.
지명은 종종 주요한 귀족 직함을 더하기도 한다. 특히 자작이나 남작의 경우에는 그러하다. 예를 들면 링컨셔 주 케스티번의 여남작 대처(Baroness Thatcher, of Kesteven in the County of Lincolnshire) 또는 서리 주 하인드헤드의, 알라메인의 자작 몽고메리(Viscount Montgomery of Alamein, of Hindhead in the County of Surrey)이다. 쉼표 뒤에 붙은 지명이 어디에 있는 지명이든 주요한 직함의 일부를 만든다. 직함에 들어 있는 지명은 지방 정부 개정으로 갱신되지 않는다. 그러나 새로 만들어진 지명은 지방 정부를 고려한다. 그렇게 만들어진 이름에는 옥스퍼드셔주 케이버샴의 남작 놀스(Baron Knollys, of Caversham in the County of Oxford. 1902년에 만들어졌다)와 버크셔 왕립 주 케이버샴의 여남작 핏캐슬리(Baroness Pitkeathley, of Caversham in the Royal County of Berkshire. 1997년에 만들어졌다)가 있다.

## 같이 보기
- 황제 / 왕
- 황자와 왕자 / 공자
- 후작 / 백작 / 자작 / 남작
- 준남작
- 기사
- 시암의 관등